# 小野壮二郎
小野 壮二郎（おの そうじろう、1969年3月24日 - ）は、東京都出身の元バスケットボール選手である。現役時代のポジションはF。

## 来歴
小金井市立緑小学校、小金井市立緑中学校、日大明誠高校（同級生に木田優夫）から拓殖大学を経て、トヨタ自動車に入社。
1995年より全日本候補に選ばれ、1998年の東アジア大会出場を果たす。
2001年にはスーパーリーグ優勝に貢献。
2005年に発足された福岡レッドファルコンズに移籍しプロ契約をするが、シーズン途中で解散したため引退。母校である拓大に戻りアシスタントコーチを務める一方、2007年4月より、総合学園ヒューマンアカデミー横浜校のバスケットボールカレッジ開校に伴い、専任講師という立場でプロ養成の指導者として活動をしている。2012年から、国際武道大学で男子バスケットボール部の監督として、活動している。
現青森ワッツHCの棟方公寿は拓大の2年先輩でトヨタでもチームメイトになった。

## 経歴
- 日大明誠高校 - 拓殖大学 - トヨタ自動車(1991年〜2005年) - 福岡レッドファルコンズ(2005年〜2006年)国際武道大学-（2012年〜）

## 日本代表歴
- 1998年東アジア大会